# Borostomias mononema
Borostomias mononema és una espècie de peix de la família dels estòmids i de l'ordre dels estomiformes present a l'Atlàntic oriental (des del Marroc fins a la República del Congo), l'Atlàntic occidental (des del sud dels Estats Units fins al Golf de Mèxic i el Carib), les Guaianes, Austràlia, Nova Zelanda, el nord-oest del Pacífic i l'Índic.
Els mascles poden assolir 31 cm de longitud total.
És un peix marí i d'aigües profundes que viu entre 640-658 m de fondària.
Menja peixos i crustacis.
És depredat per Pterodroma incerta.